# Svenzea zeai
Svenzea zeai är en svampdjursart som först beskrevs av Alvarez,van Soest och Rützler 1998.  Svenzea zeai ingår i släktet Svenzea och familjen Dictyonellidae.
Artens utbredningsområde är Colombia. Inga underarter finns listade i Catalogue of Life.